# Drevljaner

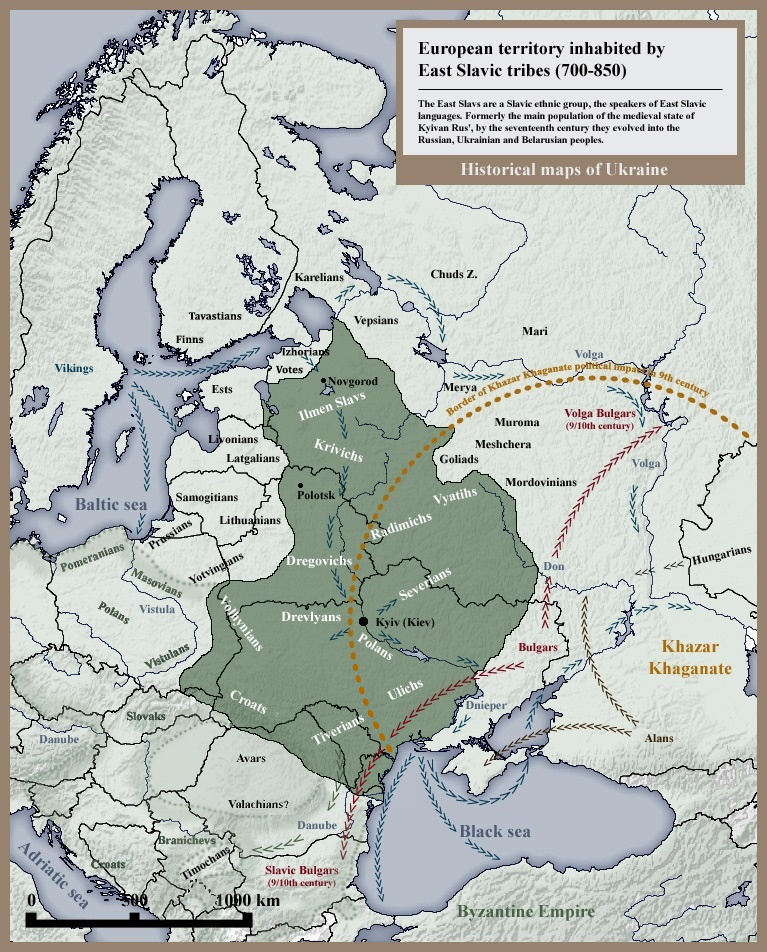
Östslavernas utbredning under 700-talet.

Drevljaner var en fornslavisk folkstam i Volhynien, i västra delen av det som idag är Ukraina. Namnet betyder "trä- eller skogsfolk". 
Drevljanerna var sedan 883 skattskyldiga till Kievriket, då den varjagiska fursten Oleg av Kiev tvingat dem till detta. De deltog år 907 i Olegs fälttåg mot Konstantinopel
Igor I av Kievriket blev mördad av drevljanerna år 945, när han försökte driva in skatt från dem. Igors änka, Olga av Kiev, förstörde deras huvudstad Korostenj (nuvarande Ikorostj) och kuvade dem definitivt 946. Kort därpå försvann drevljanerna ur historien.

## Bildgalleri

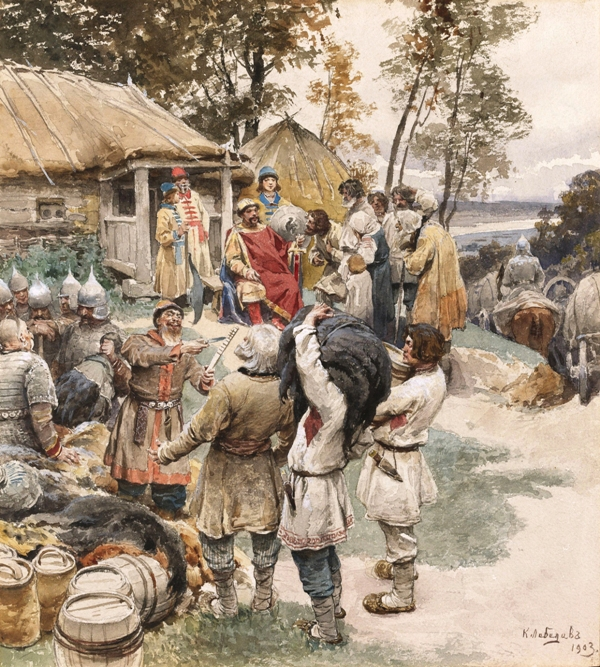
Igor av Kiev utmäter skatt från drevljanerna – målning av Klavdij Lebedev (1852-1916).
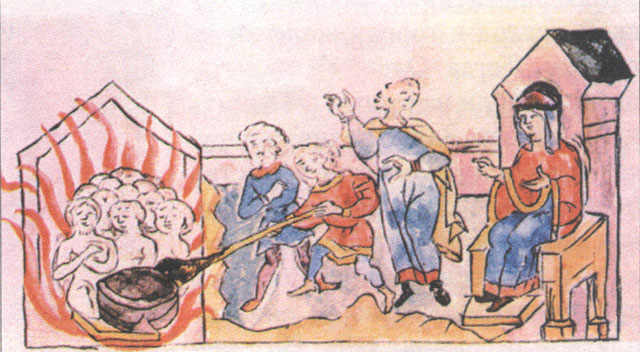
Olgas hämnd för mordet på hennes make, storfursten Igor I.